# Tliltocatl schroederi
Tliltocatl schroederi ist eine mittelgroße mexikanische Vogelspinnenart aus der Gattung Tliltocatl. Sie kommt in der Gegend um Acapulco vor. Der Artname wurde zu Ehren des Vogelspinnenhalters und Züchters Steffen Schröder aus Coswig gewählt, der diese Art nachzüchten und über längere Zeit beobachten konnte. Dadurch wurde die Beschreibung als eigenständige Art ermöglicht. Exemplare trifft man manchmal im Zoofachhandel an. Die Tiere wurden früher aber von Haltern mit der verwandten Arten Tliltocatl vagans verwechselt.

## Habitat und Verhalten
Die Art lebt zusammen mit Arten aus der Gattung Brachypelma in der Umgebung von Acapulco. In dieser Gegend ist es ganzjährig heiß mit durchschnittlichen Temperaturen zwischen 26 °C und 33 °C. Die heißeste Phase ist zwischen Mai und Oktober. In dieser Zeit fällt auch am meisten Niederschlag. Vor allem die Zeit zwischen Juli bis Oktober mit dem Höhepunkt im September sind mit Regenmengen von bis zu 300 mm am niederschlagsreichsten.
In der Gefangenschaft zeigen die Tiere im Gegensatz zu anderen Tliltocatl-Arten ein eher wehrhaftes Verhalten, richten sich bei Störung sofort auf und gehen in die typische Drohstellung. Die Tiere sind bereits unter vier Zentimetern Körperlänge paarungsfähig. Kannibalismus ist nach einer Verpaarung durchaus möglich, wenn das Männchen keine Fluchtmöglichkeit hat. Das Weibchen baut etwa drei bis fünf Monate nach der Paarung einen Kokon. Die Zeitigung des Kokons ist im Vergleich zu anderen Tliltocatl-Arten relativ kurz und beträgt ungefähr zwei Monate (65 Tage; abhängig von der Temperatur). Ebenso ist die Anzahl Eier deutlich geringer. Die Spiderlinge sind im Vergleich zu anderen Arten wesentlich größer (mit Ausnahme von Tliltocatl kahlenbergi), wachsen aber deutlich langsamer.

## Merkmale und Systematik
Tliltocatl schroederi gleicht Tliltocatl vagans, hat aber keine längeren roten Haare auf dem Opisthosoma, den Beinen oder beim Saum des Carapax. Sie ist einheitlich dunkelbraun bis schwarz gefärbt. Die Weibchen werden fünf bis sechs Zentimeter lang (von den Beißklauen bis zu den Spinnwarzen gemessen). Die Männchen bleiben mit drei bis vier Zentimeter Körperlänge ein wenig kleiner. Die Spermathek ist nicht zweigeteilt, aber eingebuchtet und viermal so breit wie hoch.
Die morphologischen Unterschiede zur ähnlichen Art Tliltocatl vagans ergeben sich neben den Unterschieden bei den Genitalien auch durch die Anordnung von Fiederhaaren auf den Tastern und des ersten Laufbeinpaares. Das Männchen hat in der Regel keine Bestachelung auf dem ersten Laufbeinpaar. Ebenso unterscheiden sich die Jungtiere in ihren Entwicklungsstadien von Tliltocatl vagans.